# 贡扎加
贡扎加（義大利語：Gonzaga），是意大利曼托瓦省的一个市镇。总面积49平方公里，人口9294人，人口密度189.7人/平方公里（2009年）。国家统计（ISTAT）代码为020027。